# Arménie 2
 (juin 2023).
Si vous disposez d'ouvrages ou d'articles de référence ou si vous connaissez des sites web de qualité traitant du thème abordé ici, merci de compléter l'article en donnant les références utiles à sa vérifiabilité et en les liant à la section « Notes et références ».
Armenia 2 est une chaîne de télévision diffusant en Arménie depuis 1999. Elle diffuse en tout numérique depuis 2015.

## Historique
En 1999, le groupe Armenian Public TV qui détient Arménie 1 veut créer une autre chaîne destinée à tous les âges[source insuffisante].
En fin d'année 1999, Promotev est créée[source insuffisante]. Elle commence ses programmes à 9 h 30 et les finis vers 1 h du matin[source insuffisante].